# Gobi d'escates
El gobi d'escates, gòbit d'escates o cabot d'escata (Lesueurigobius friesii) és una espècie de peix de la família dels gòbids i de l'ordre dels perciformes.

## Morfologia
- Els mascles poden assolir 13 cm de longitud total.[2][3]

## Alimentació
Menja poliquets, petits crustacis i mol·luscs.

## Depredadors
És depredat per Trachurus mediterraneus, Gnathophis mystax, a Itàlia per Trisopterus minutus i l'escórpora fosca (Scorpaena porcus), i a l'Estat espanyol pel lluç (Merluccius merluccius), Ophichthus rufus, la bruixa de quatre taques (Lepidorhombus boscii), la bruixa sense taques (Lepidorhombus whiffiagonis) i Chelidonichthys lucernus.

## Hàbitat
És un peix marí, de clima subtropical i demersal que viu entre 10-130 m de fondària.

## Distribució geogràfica
Es troba a l'Atlàntic oriental (Mauritània i des de la península Ibèrica fins a Skagerrak i Kattegat) i la Mediterrània (Mar de Màrmara).

## Costums
Es troba sovint associat amb el crustaci decàpode Nephrops norvegicus.

## Observacions
És inofensiu per als humans.